# Прокопчук Володимир Іванович
Прокопчук Володимир Іванович (2 березня 1991, м. Луцьк, Волинська область, Українська РСР, СРСР — 22 травня 2014, м. Волноваха, Донецька область, Україна) — солдат Збройних сил України, учасник російсько-української війни.

## Біографія
Народився Володимир Прокопчук 2 березня 1991 року в Луцьку. Закінчив Луцьку ЗОШ № 20, продовжив навчання у Луцькому педагогічному коледжі. Захоплювався спортом, грав у футбольній команді «Магніт» села Буяни. У 2011—2012 роках проходив строкову службу у збройних силах.
З початком російської збройної агресії проти України був мобілізований до лав Збройних сил України Луцьким МВК. Його батько, який служив у Радянській Армії в Афганістані, попросив, щоб в армію мобілізували його, а не сина, але йому відмовили. Проте син сказав, що у будь-якому випадку пішов би в армію добровольцем.
Солдат, механік-водій 3-го механізованого батальйону 51-ї окремої механізованої бригади, м. Володимир-Волинський. Спочатку служив у Володимирі–Волинському, згодом батальйон три тижні пробув у Рівному, і після дводенної відпустки лучанин вирушив на Схід.
Разом із підрозділом у травні 2014 року ніс службу на блокпосту № 10 поблизу смт Ольгинка Волноваського району. Уранці між 4 та 6 годинами 22 травня 2014 року блокпост був атакований проросійськими сепаратистами «ДНР», які під'їхали на інкасаторських машинах, та почали несподіваний масований обстріл із вогнепальної зброї, у тому числі з кулеметів, мінометів, РПГ, ПЗРК. В результаті обстрілу здетонував боєкомплект однієї із бойових машин, що призвело до збільшення людських втрат внаслідок вибуху. У цьому бою загинули 16 бійців 51-ї бригади. Володимир Прокопчук отримав важкі поранення і помер у лікарні Волновахи.
27 травня на центральній алеї міського цвинтаря Луцька в селі Гаразджа поховали трьох загиблих під Волновахою лучан — Володимира Прокопчука, Дмитра Йовзика та Віталія Махновця.
Удома у Володимира Прокопчука залишились батьки та молодший брат Юрій. Одружитися полеглий воїн не встиг, планував весілля на осінь.

## Нагороди і вшанування
4 червня 2015 року Указом Президента України разом із іншими бойовими побратимами, що загинули із Володимиром Прокопчуком у бою під Волновахою, за особисту мужність і високий професіоналізм, виявлені у захисті державного суверенітету та територіальної цілісності України, вірність військовій присязі, нагороджений медаллю «Захиснику Вітчизни».
За жертовну любов до своєї Вітчизни, відданість, доблесть і звитягу, нагороджений відзнакою 51-ї ОМБр «За мужність та відвагу» (посмертно).
28 серпня 2015 року на фасаді будинку на бульварі Дружби Народів, де мешкав загиблий герой, встановлено меморіальні дошки на честь Володимира Прокопчука та іншого загиблого воїна — Олександра Войчука, який також мешкав у цьому будинку.